# Luiz António Ramos
Luiz António Ramos (Moura, 9 de Fevereiro de 1929 - 18 de Janeiro de 2016), foi um político, professor e engenheiro português.

## Biografia

### Nascimento
Luiz António Ramos nasceu na vila de Moura em 9 de Fevereiro de 1929, Fez os estudos primários na sua terra natal.

### Carreira profissional e política
Luiz António Ramos começou a trabalhar aos 15 anos, na empresa da Água Castello. Aos 16 anos partiu para Lisboa, onde fez o ensino secundário na Escola Machado de Castro durante a noite, ao mesmo tempo que trabalhava, primeiro na Casa Capucho e depois na delegação de Lisboa da firma Água Castello. Em 1962 terminou o curso de Electrotecnia e Máquinas no Instituto Industrial de Lisboa. Regressou depois a Moura, onde trabalhou como director fabril na Sociedade das Águas de Pisões-Moura entre 1962 e 1990, e foi professor na Escola Industrial e Comercial de Moura de 1962 a 1969. Em 1990 tornou-se num profissional liberal de engenharia técnica, tendo trabalhado nos campos da electricidade e da formação profissional.
Iniciou a sua carreira política até a revolução de 25 de Abril de 1974, tendo primeiro sido membro da Comissão Administrativa da Câmara Municipal de Moura entre Maio de 1974 e Dezembro de 1976. Depois foi vereador entre Janeiro de 1977 e Maio de 1978, e presidente da câmara entre Junho de 1978 e Dezembro de 1979, tendo sido o segundo presidente de Moura após a Revolução de 25 de Abril, substituindo Armando de Almeida Manso, que abdicou para se tornar no Governador Civil. Fez parte da Assembleia Municipal de Janeiro de 1980 a Dezembro de 1982, e foi novamente vereador no mandato de 1983 a 1985, embora não tenha chegado a concluir este mandato por ter mudado de partido. Com efeito, entre 1974 e 1985 esteve integrado no Partido Socialista, onde chegou a ser dirigente local e regional. Em 1987, foi cabeça de lista do Partido Renovador Democrático às eleições legislativas de 1987, tendo chegado a ser dirigente do partido a nível local, regional e nacional. Também fez parte da Assembleia Municipal de Moura de 1986 a 1989.
Também fez parte de várias associações de beneficência no concelho, tendo presidido à direcção da Associação Humanitária dos Bombeiros Voluntários, e do Centro Recreativo Amadores de Música Os Leões, e sido sócio fundador da delegação de Moura da Associação Portuguesa de Pais e Amigos do Cidadão Deficiente Mental.

### Falecimento
Luiz António Ramos faleceu em 18 de Janeiro de 2016. O funeral foi feito no dia seguinte, em Moura.

## Homenagens
Na altura do seu falecimento, foi homenageado pela autarquia de Moura, que colocou em meia haste a bandeira do edifício dos Paços do Concelho durante três dias.